# Cafasse
Cafasse (piemontesisch le Cafasse) ist eine Gemeinde in der italienischen Metropolitanstadt Turin (TO), Region Piemont.

## Lage und Einwohner
Cafasse liegt knapp 30 km nordwestlich von Turin und hat 3319 Einwohner (Stand 31. Dezember 2023). Das Gemeindegebiet umfasst eine Fläche von 9 km². Zur Gemeinde gehören die beiden Fraktionen Funghetto und Monasterolo.
Die Nachbargemeinden sind Balangero, Mathi, Lanzo Torinese, Germagnano, Villanova Canavese, Vallo Torinese und Fiano.

### Bevölkerungsentwicklung

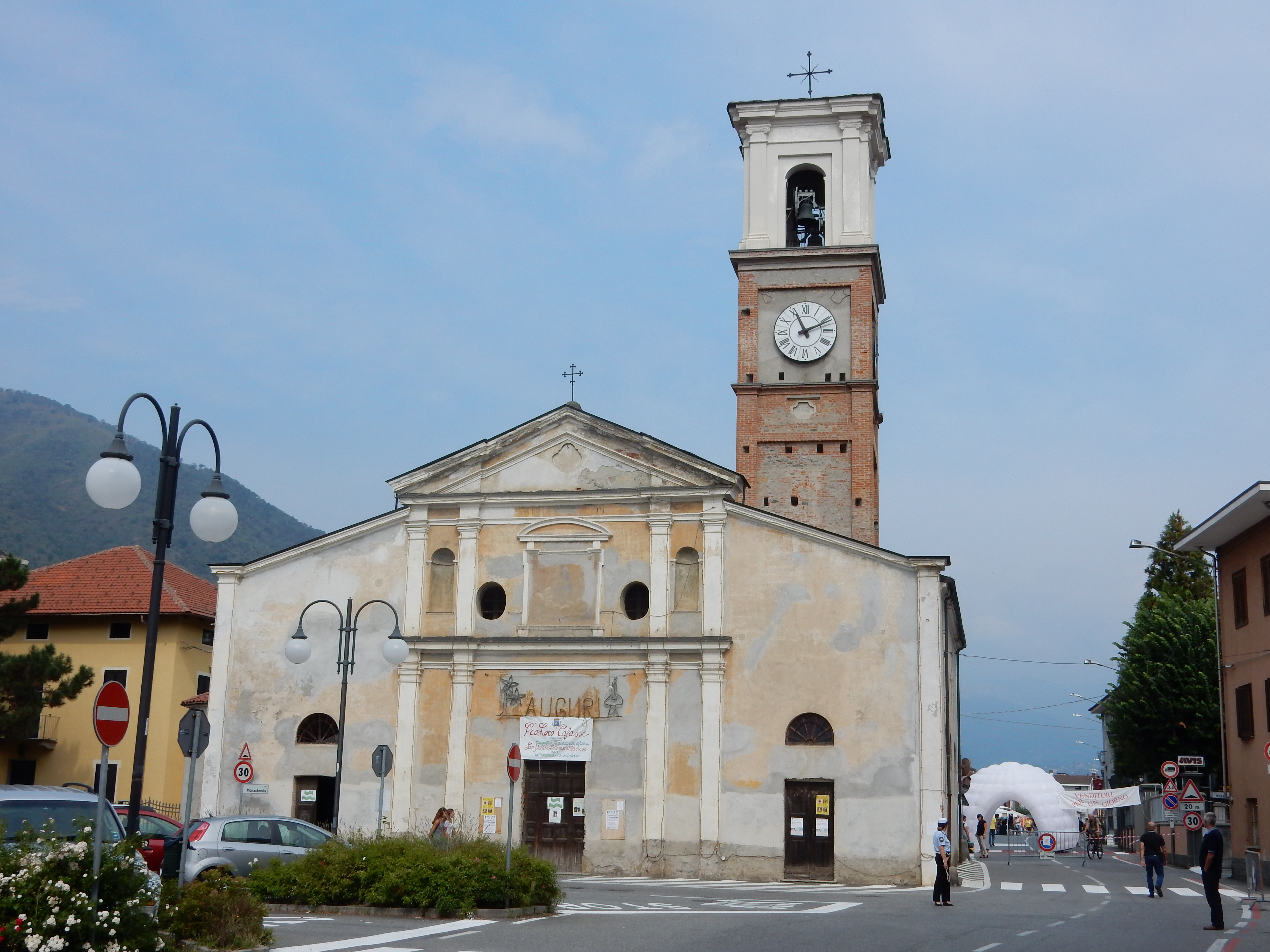
Die alte Pfarrkirche San Grato

## Einzelnachweis
1. ↑  Bilancio demografico e popolazione residente per sesso al 31 dicembre 2023. ISTAT. (Bevölkerungsstatistiken des Istituto Nazionale di Statistica, Stand 31. Dezember 2023).